# Tamaimo
Tamaimo ist ein Ortsteil der Gemeinde Santiago del Teide im Westen der Kanareninsel Teneriffa. Der Ort liegt auf einem Berghang oberhalb von Los Gigantes 600 Meter über dem Meeresspiegel. Der Hauptort Santiago del Teide liegt etwa 6 Kilometer nördlich, Los Gigantes mit der Playa de los Guíos und der Playa de la Arena ist etwa 8 Kilometer entfernt.
Im naturbelassenen Örtchen Tamaimo findet man nicht sehr viel Tourismus. Der Ort ist ruhig und wird noch von Landwirtschaft geprägt. So wird beispielsweise heimisches Obst, wie Mangos, Papayas und Bananen, aber auch Kartoffeln und Wein angebaut. Der gemütliche Ort ist zudem ein Startpunkt für Wanderungen im Teno-Gebirge.

## Einwohnerzahlen
Einwohnerentwicklung in Tamaimo:
| 2000  | 2001  | 2002  | 2003  | 2004  | 2005  | 2006  | 2007  | 2008  | 2009  | 2010  | 2011  | 2012  | 2013  | 2014  | 2015  | 2016  | 2017  |
| ----- | ----- | ----- | ----- | ----- | ----- | ----- | ----- | ----- | ----- | ----- | ----- | ----- | ----- | ----- | ----- | ----- | ----- |
| 1.703 | 1.844 | 1.945 | 2.074 | 2.172 | 2.283 | 2.283 | 2.289 | 2.358 | 2.389 | 2.374 | 2.414 | 2.443 | 2.495 | 2.384 | 2.408 | 2.500 | 2.472 |